# أندرو كلوسن
أندرو كلوسن (بالإنجليزية: Andrew Clausen) هو مهندس وعالم حاسوب واقتصادي أسترالي، ولد في 1981.

## وصلات خارجية
- الموقع الرسمي